# برندروته
برندروته (به آلمانی: Berndroth) یک شهر در آلمان است که در Verbandsgemeinde Katzenelnbogen واقع شده‌است. برندروته ۴۳۴ نفر جمعیت دارد.